# Hotelul Carlton din Amsterdam
NH Carlton Amsterdam, mai cunoscut sub numele de Hotelul Carlton (în neerlandeză Carltonhotel), este un hotel de patru stele situat în centrul orașului Amsterdam. Hotelul este situat pe Vijzelstraat.

## Istoric
Hotelul este situat pe strada Vijzelstraat, care până în secolul al XX-lea era la fel de largă ca și celelalte străzi radiale Leidsestraat și Utrechtsestraat. Ca urmare a creșterii traficului, consiliul local al orașului Amsterdam a decis în 1907 lărgirea Vijzelstraat la 22 de metri. În acest scop, toate clădirile de pe latura de vest au trebuit să fie demolate.

### Construcția hotelului
În anii 1926-1928 a fost construit pe acel teren viran fostul Grand Hotel Centraal, după proiectul arhitectului G.J. Rutgers. Clădirea era atât de mare, încât a fost nevoită să se întindă și pe o parte din Reguliersdwarsstraat. Clientul a intrat în faliment în timpul construcției, iar proiectul a fost preluat de către o companie engleză care a denumit clădirea Hotelul Carlton. Darea în exploatare a hotelului trebuia să fie făcută la un termen fix pentru a-i putea găzdui pe sportivii și pe vizitatorii care participau la Jocurile Olimpice de vară din 1928 de la Amsterdam. Parțial din această cauză, hotelul a devenit popular în curând printre americani.
Hotelul este construit în stilul Școlii de la Amsterdam, observându-se influența stilului lui Berlage. Exteriorul elegant nu-i face pe vizitatori să bănuiască faptul că interiorul a fost construit inițial în stilul Ludovic al XIV-lea. Acest stil mai este încă observat în restaurantul de la primul etaj.

### Al Doilea Război Mondial
În timpul ocupației germane Hotelul Carlton a fost rechiziționat de germani, cu scopul de a-i găzdui, printre alții, pe ofițerii  Wehrmacht-ului. În noaptea de 26-27 aprilie 1943 un bombardier britanic Halifax a fost doborât de germani; el a căzut la 02:32 în spatele hotelului. Din cauza prăbușirii avionului și a incendiului uriaș, care a început aproape toate clădirile între Herengracht și Singel au fost distruse. Hotelul a fost, de asemenea, grav avariat. Acest eveniment este menționat de Anne Frank într-o notă scrisă pe 27 aprilie 1943 în Jurnalul ei: „Hotelul Carlton este distrus. Două avioane englezești cu o mare încărcătură de bombe incendiare la bord au căzut exact pe Offiziersheim. Tot colțul dintre Vijzelstraat și Singel a ars”.
Jan Wils, arhitectul care a proiectat Stadionul Olimpic și Teatrul Municipal, a fost însărcinat cu restaurarea hotelului.

## Hotelul Carlton astăzi
Hotelul face parte în prezent din grupul NH Hoteles. El dispune de 218 camere, o parcare auto și o sală pentru micul dejun, care a fost folosită anterior ca Restaurantul Caruso.